# Mound City (Kansas)
Mound City é uma cidade localizada no estado americano de Kansas, no Condado de Linn.

## Demografia
Segundo o censo americano de 2000, a sua população era de 821 habitantes.
Em 2006, foi estimada uma população de 820, um decréscimo de 1 (-0.1%).

## Geografia
De acordo com o United States Census Bureau tem uma área de
3,2 km², dos quais 3,2 km² cobertos por terra e 0,0 km² cobertos por água. Mound City localiza-se a aproximadamente 266 m acima do nível do mar.

## Localidades na vizinhança
O diagrama seguinte representa as localidades num raio de 20 km ao redor de Mound City.